# Амщетен
Амщетен (на немски: Amstetten) е град в Австрия, провинция Долна Австрия, историческата област Мостфиртел.
Разположен е около река Ибс с население от 23 046 души към 31 декември 2005 г. Той е административен център на едноименната община.

## Делото Йозеф Фрицъл
През април 2008 г. светът е потресен от ужасяваща история – в Амщетен е открита жена, държана 24 години в плен от нейния баща и родила 7 деца от кръвосмесителни изнасилвания.

## Побратимени градове
- Алсфелд, Хесен, Германия (1979)
- Перджине Валсугана, Италия

## Личности
Родени
- Йозеф Хикерсбергер (р. 1948), треньор на австийския национален отбор по футбол.

Починали
- Емил Шкода (1839 – 1900), чешки инженер и индустриалец.